# Plug.in
[plug.in] war ein in Basel ansässiger Medienkunstbetrieb. Er richtete Ausstellungen und Veranstaltungen aus, realisierte zusammen mit anderen Institutionen Projekte und leistete internationale Vernetzungsarbeit für Künstler; eine weitere Aufgabe war die Vermittlung zwischen der Medienkunst und der breiten Öffentlichkeit. 2011 wurde das [plug.in] mit dem Festival der elektronischen Künste Shift zum Haus für elektronische Künste Basel zusammengelegt.
Ausgangspunkt für die Schaffung des [plug.in] war das seit Ende der 1990er Jahre in Basel spürbare Fehlen eines Raums für Videokunst und Neue Medien. Ein weiteres Defizit für den künstlerischen Austausch war das Ende der jährlichen Basler Videotage nach 1997. Von Seiten des Kantons Basel-Stadt und der Christoph Merian Stiftung wurden parallel konzeptionelle Abklärungen zur Unterstützung dieser Kunstsparten vorgenommen und schliesslich zusammengeführt. Der Verein Forum für neue Medien wurde 1999 gegründet, um dem geplanten Raum mit Medienkunstbetrieb eine Trägerschaft zu geben, die laufenden Kosten wurden seither vom Kanton und der Christoph Merian Stiftung getragen. Im Zusammenhang mit diesen Aktivitäten stand auch die Verlegung des Viper Festivals von Luzern nach Basel.
Die Betriebsräume öffneten 2000 und waren als öffentliches Wohnzimmer mit Barbetrieb und Bibliothek gestaltet. Jährlich wurden rund fünf Ausstellungen und vierzig Veranstaltungen (Präsentationen, Performances, Führungen, Vorträge etc.) zur Medienkunst und digitaler Kultur mit 7.000 Besuchern durchgeführt. Zusammenarbeiten fanden unter anderem mit Viper, HyperWerk, der Hochschule für Gestaltung und Kunst in Basel, dem Medienwissenschaftlichen Seminar der Universität Basel, Point-de-vue, oder xcult sowie kantonalen Museen statt.